# Billy (Saw)
Billy is een pop uit de horrorfilmreeks Saw. De pop is ontworpen door Jigsaw (oftewel John Kramer gespeeld door Tobin Bell) die de pop gebruikt als boodschapper om een slachtoffer zijn opdracht te vertellen. De pop werd oorspronkelijk door Kramer ontworpen als speelpop voor zijn ongeboren zoon.

## Personage
Billy komt in elke Saw film voor. Hij vertelt dan vanuit verschillende posities de opdracht voor het slachtoffer. Zijn meest gebruikte manieren zijn via een tape recorder en een tv. Zijn stem wordt de eerste vier delen door Jigsaw ingesproken. De laatste drie delen wordt dit door Jigsaws opvolger Mark Hoffman gedaan. De opdrachten van de slachtoffers worden vaak met een spel vergeleken door Jigsaw, daarom begint Billy vaak met de woorden: Hello I want to play a game.
Naast opdracht geven komt Billy ook op andere manieren voor. In Saw 1 zit hij op een stoel in Adams house (slachtoffer deel 1). En ook in Saw 3 ligt hij op de grond waar Jeff zijn parkoers naar vrijheid voert.
In Saw 2 komt Billy in het begin voor op een rode driewieler. Later blijkt dit een aspect te zijn dat vaker in de films voor komt.

## Trivia
- James Wann wilde eerst van Billy een soort marionet maken.
- Er is een app voor de iPhone en iPod touch waar gebruikers hun stem in Billy's stem kunnen omzetten.